# 覃健
覃健（1911年5月1日—1959年7月15日），原名覃秀华，壮族，中国人民解放军中将。获朝鲜民主主义人民共和国一级国旗勋章1枚、二级国旗勋章2枚。1955年获二级八一勋章、二级独立自由勋章和一级解放勋章。